# Boe-CFT
Boe-CFT (Boeing Crew Flight Test) est le troisième essai orbital de la capsule CST-100 Starliner de la société Boeing, emportant pour la première fois un équipage à destination de la station spatiale internationale (ISS).
Initialement prévu en 2017, son lancement est reporté de nombreuses fois en raison des retards pris par le développement de la capsule, puis de divers problèmes techniques avec le vaisseau et avec le lanceur. Il a finalement lieu le 5 juin 2024.
L'équipage de deux astronautes (sélectionné en 2018, remanié ensuite à plusieurs reprises) doit effectuer un séjour d'environ une semaine à bord de l'ISS. Cependant, la capsule étant jugée insuffisamment sûre, l'équipage doit désormais rentrer sur Terre lors du vol SpaceX Crew-9 d'une Crew Dragon alors que la capsule Starliner réussit son atterrissage le 7 septembre 2024.

## Équipage
| Position   | Astronaute                              |
| ---------- | --------------------------------------- |
| Commandant | Barry Wilmore, NASA Troisième mission   |
| Pilote     | Sunita Williams, NASA Troisième mission |

En août 2018, l'équipage est ainsi désigné : Christopher Ferguson, commandant de bord, Eric Boe, pilote, et Nicole Mann, spécialiste de mission. Ferguson a la particularité d'être un ancien astronaute de la NASA ; il représente cette fois la société Boeing, constructeur du vaisseau.
Cet équipage est toutefois modifié à plusieurs reprises par la suite :
- le 22 janvier 2019, pour des raisons médicales, Boe, déclaré inapte par les médecins[2], est remplacé par Michael Fincke et lui-même remplace Fincke en tant qu'assistant du directeur des équipages commerciaux au bureau des astronautes du Johnson Space Center de la NASA[3] ;
- en octobre 2020, pour des raisons cette fois familiales, Ferguson laisse sa place à Barry Wilmore ;
- en octobre 2021, Mann est affectée à SpaceX Crew-5 avec Cassada, autre astronaute sélectionné en août 2018 pour les premiers vols du Starliner ;
- le 18 avril 2022, la NASA annonce qu'elle n'a pas décidé lesquels des membres du groupe d'astronautes Starliner, Barry Wilmore, Michael Fincke et Sunita Williams, seront affectés à la mission Boe-CFT ou à la suivante, Boeing Starliner-1, la première mission opérationnelle du vaisseau[4] ;
- en juin 2022, la NASA affecte Barry Wilmore, commandant, Sunita Williams, pilote, et Michael Fincke pilote doublure[5].

## Équipage doublure
| Position   | Astronaute           |
| ---------- | -------------------- |
| Commandant | ?                    |
| Pilote     | Michael Fincke, NASA |

## Mission
La troisième fusée Atlas V N22, AV-085, de United Launch Alliance doit lancer la capsule spatiale CST-100 Starliner avec un équipage devant comporter à l'origine de trois à quatre personnes, et réduit à deux depuis. Le véhicule doit s'amarrer à la Station spatiale internationale et revenir sur Terre sous parachutes pour un atterrissage sur le sol des États-Unis. Initialement, la mission devait durer environ deux semaines. En avril 2019, la NASA annonce que la mission est transformée en une mission de rotation des équipages d'une durée de cinq mois en raison des retards du programme. Cependant, en juin 2022, la NASA prévoit à nouveau une durée courte de deux semaines. Ce vol marque la première fois qu'un lanceur Atlas lance un vaisseau spatial habité depuis Mercury-Atlas 9 en 1963.   
Son lancement est prévu initialement pour décembre 2019 au plus tôt en embarquant un équipage de trois ou quatre astronautes qui séjourneront sur l'ISS pendant cinq mois,.
En août 2020, la NASA annonce que le vol est prévu pour juin 2021. En février 2021, le vol est repoussé à septembre 2021. À la suite du report du vol sans équipage Boe-OFT 2 à novembre 2021, le vol Boe-CFT n'est pas prévu avant 2022. Mi-2022, il est prévu pour février 2023.
La découverte de problèmes techniques sur le vaisseau, notamment touchant les liens reliant les parachutes à la capsule, jugés insuffisamment robustes pour supporter le poids de la capsule en cas de défaillance d'un parachute sur les trois et concernant la présence de ruban adhésif électrique jugé inflammable sur une grande partie du câblage du vaisseau, nécessitent cette fois, à l'été 2023, un report à une date indéterminée, ensuite estimée pour le printemps 2024.
Une tentative de lancement a lieu le 6 mai 2024. Elle est annulée deux heures avant le décollage en raison d'un problème de soupape sur l'étage Centaur du lanceur, nécessitant par mesure de sécurité son remplacement et donc le renvoi du lanceur dans son hangar. Une fuite d'hélium servant à pressuriser les réservoirs des moteurs du vaisseau, également détectée lors de cette même tentative, est aussi analysée. La persistance de la fuite nécessitant une évaluation plus poussée, le report du lancement à une date indéterminée est décidé, puis programmé au 1er juin 2024, à 16 h 25 UTC.
Le 1er juin, le décompte est automatiquement interrompu à moins de 4 minutes du lancement en raison d'un problème lié au séquenceur de lancement, qui ne s'est pas chargé dans une configuration correcte. Du fait de la fenêtre de lancement « instantanée », cette interruption entraîne l'annulation du vol. Il est d'abord reprogrammé le lendemain à 16:03 UTC. La NASA annonce finalement son report à la fenêtre de lancement suivante le 5 juin, afin de laisser aux équipes techniques le temps de corriger la panne.
Le 5 juin, le vaisseau est lancé à 14 h 52 UTC. Il s'amarre à l'ISS le lendemain après avoir effectué des démonstrations de manœuvres incluant du pilotage manuel. Trois autres fuites d'hélium sont détectées et cinq des vingt-huit moteurs du vaisseau ne fonctionnent pas correctement, quatre d'entre eux étant toutefois remis en fonction. Une cinquième fuite d'hélium est détectée. La NASA décide de repousser plusieurs fois le retour sur Terre de la capsule, le temps d'analyser les données. En effet, toutes les pannes et anomalies sont situées dans le module de service, largué puis détruit lors du retour sur Terre. Bien que la capsule soit conçue pour rester six mois amarrée à l'ISS, ce vol-ci est limité à un maximum de 45 jours.
Des essais des propulseurs sont menés au White Sands Test Facility, au Nouveau-Mexique, et permettent finalement de reproduire leur dysfonctionnement : une pièce en Téflon se dilate anormalement et gène l'écoulement des ergols. Ce comportement étant une surprise pour leur constructeur Aerojet Rocketdyne, une incertitude sur le comportement des moteurs émerge et le retour sur Terre de la capsule est repoussé. L'option de renvoyer sur Terre la capsule Starliner sans équipage est étudiée. Après avoir évalué la situation, la NASA, qui ne veut prendre aucun risque alors qu'elle dispose d'une solution de sauvegarde, choisit alors ce scénario : l'équipage sera alors ramené sur Terre par l'autre capsule américaine, le Crew Dragon, lors du vol SpaceX Crew-9 qui voit son équipage au décollage réduit à deux astronautes pour libérer les places lors du vol retour,.
Par ailleurs, renvoyer le Starliner à vide nécessite de le reprogrammer : en effet, bien que ce vaisseau soit capable de se désamarrer et de revenir automatiquement sur Terre (il l'a déjà fait lors de la mission précédente Boe-OFT 2), son logiciel avait été modifié pour ce vol et est donc restauré selon la configuration antérieure.
Starliner revient sur Terre le 7 septembre 2024, à White Sands,. À cette occasion, une surchauffe plus élevée que prévu de deux moteurs du RCS est remarquée, ainsi que la panne d'un des 12 moteurs de la capsule, mais sans conséquences, même si les astronautes étaient à bord.